# باربرا سابو
باربرا سابو (بالمجرية: Szabó Barbara)‏ هي منافسة ألعاب القوى مجرية، ولدت في 17 فبراير 1990 في بودابست في المجر.

## وصلات خارجية
- باربرا سابو على موقع الاتحاد الدولي لألعاب القوى (الإنجليزية)
- باربرا سابو على موقع الاتحاد الأوروبي لألعاب القوى (الإنجليزية)
- باربرا سابو على موقع الدوري الماسي (الإنجليزية)
- باربرا سابو على موقع اللجنة الأولمبية الدولية (الإنجليزية)
- باربرا سابو على موقع أوليمبيديا (الإنجليزية)
- باربرا سابو على موقع اللجنة الأولمبية المجرية (الهنغارية)